# Rie van Veen
Maria van Veen, més coneguda com a Rie van Veen   (Rotterdam, 11 de febrer de 1923 - 1995) fou una nedadora neerlandesa que va competir durant les dècades de 1930 i 1940.
En el seu palmarès destaquen dues medalles de plata, en els 4×100 metres lliures i 400 metres lliures, i una de bronze en els 100 metres lliures del Campionat d'Europa de natació de 1938. Abans, el 26 de febrer de 1938, va establir un nou rècord del món en els 200 metres lliures. Entre 1938 i 1942 guanyà tots els títols nacionals en els 100 i 400 metres lliures; als quals cal afegir el títol nacional dels 100 metres lliures de 1937. El 27 de maig de 1943 es casà amb Adrianus "Arie" Thuis, un entrenador de natació de Haarlem i es va retirar poc després.